# Minamiuonuma

Minamiuonuma (南魚沼市 Minamiuonuma-shi?) este un municipiu din Japonia, prefectura Niigata.